# The 42
The 42 est un gratte-ciel résidentiel situé dans la ville de Calcutta, en Inde,. Il est situé dans Chowringhee Road, le quartier d'affaires de la ville, entre la tour du Tata Centre et l'immeuble résidentiel Jeevan Sudha. Un projet de construction fut proposé en 2008 mais il fut retardé de presque deux ans. La construction est achevée en 2019, ce qui en fait, à l'époque, le plus grand immeuble du pays.
C'est le plus haut immeuble en Inde à l'extérieur de Mumbai et le quinzième dans tout le pays.[réf. souhaitée]

## Histoire
Les lieux appartenaient originellement au Maharaja de Darbhanga.

## Description
Il fut planifié comme le plus grand immeuble résidentiel de Calcutta par les promoteurs Mani Group, Salarpuria Sattva Group et Alcove Realty & Diamond Group. Situé dans la Chowringhee Road, au milieu de la ville, le gratte-ciel a 65 étages.

## Contestation
Les promoteurs du The 42 on fait face à un procès civil devant la Haute Cour de Calcutta intenté par ITC Limited, les propriétaires de la propriété contiguë « La Cour de la Fontaine ». Cette poursuite réclame que le droit de ITC à recevoir de la lumière et de l'air serait violé par la construction de l'immeuble à l'Ouest de leur propriété. Le 19 août 2013, la Haute Cour de Calcutta donna une ordonnance stipulant que quelques avancement pris par les promoteurs engendrerait la situation dénoncée par ITC. De ce fait, le 8 mai 2014, elle ordonna que les promoteurs du The 42 ne devrait pas poursuivre la construction à un rythme qui irait à l'encontre des intérêts d'ITC,.

## Galerie

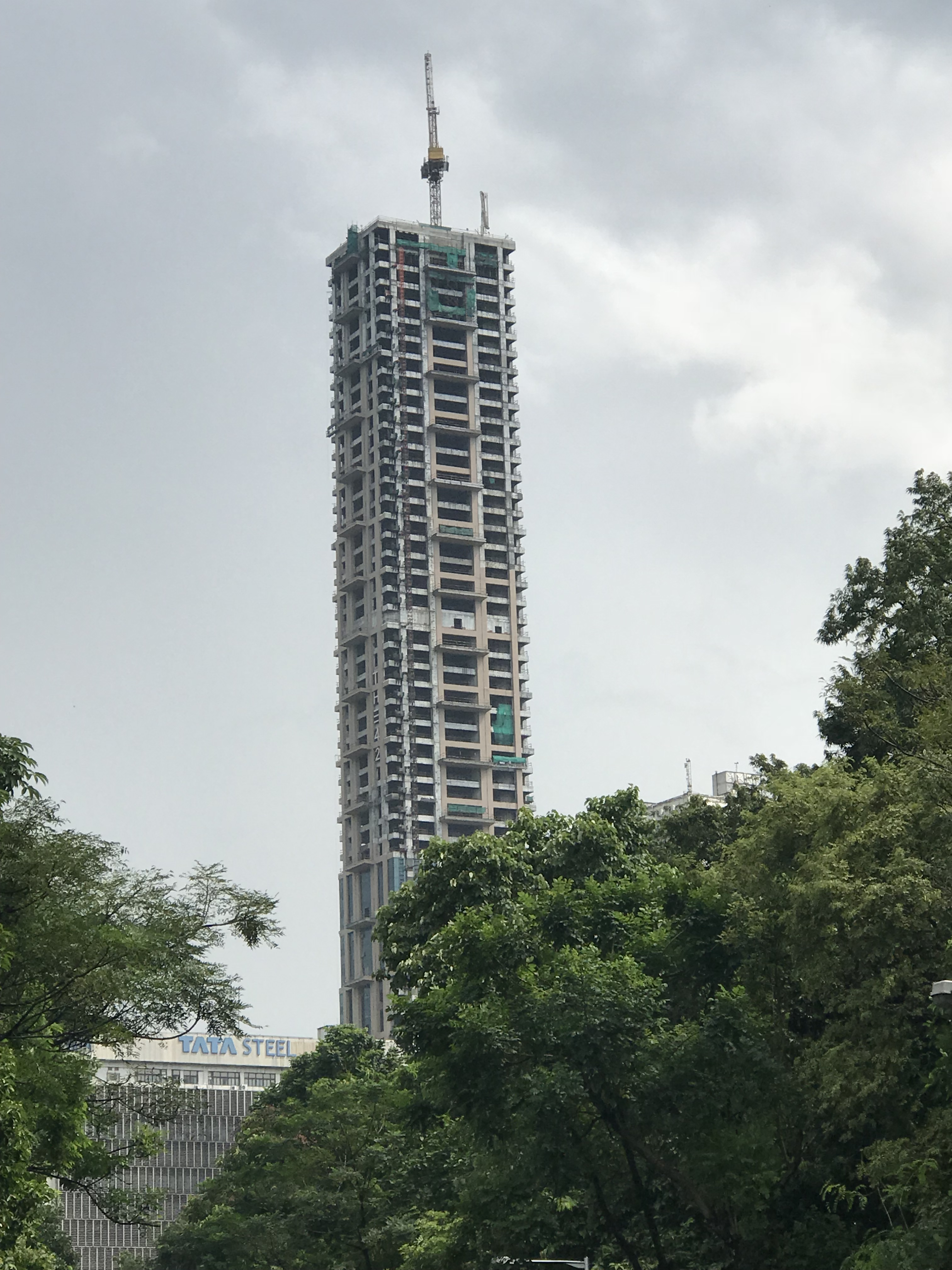
The 42, s'élevant entre les immeubles Jeevan Sudha et Tata Centre - août 2016
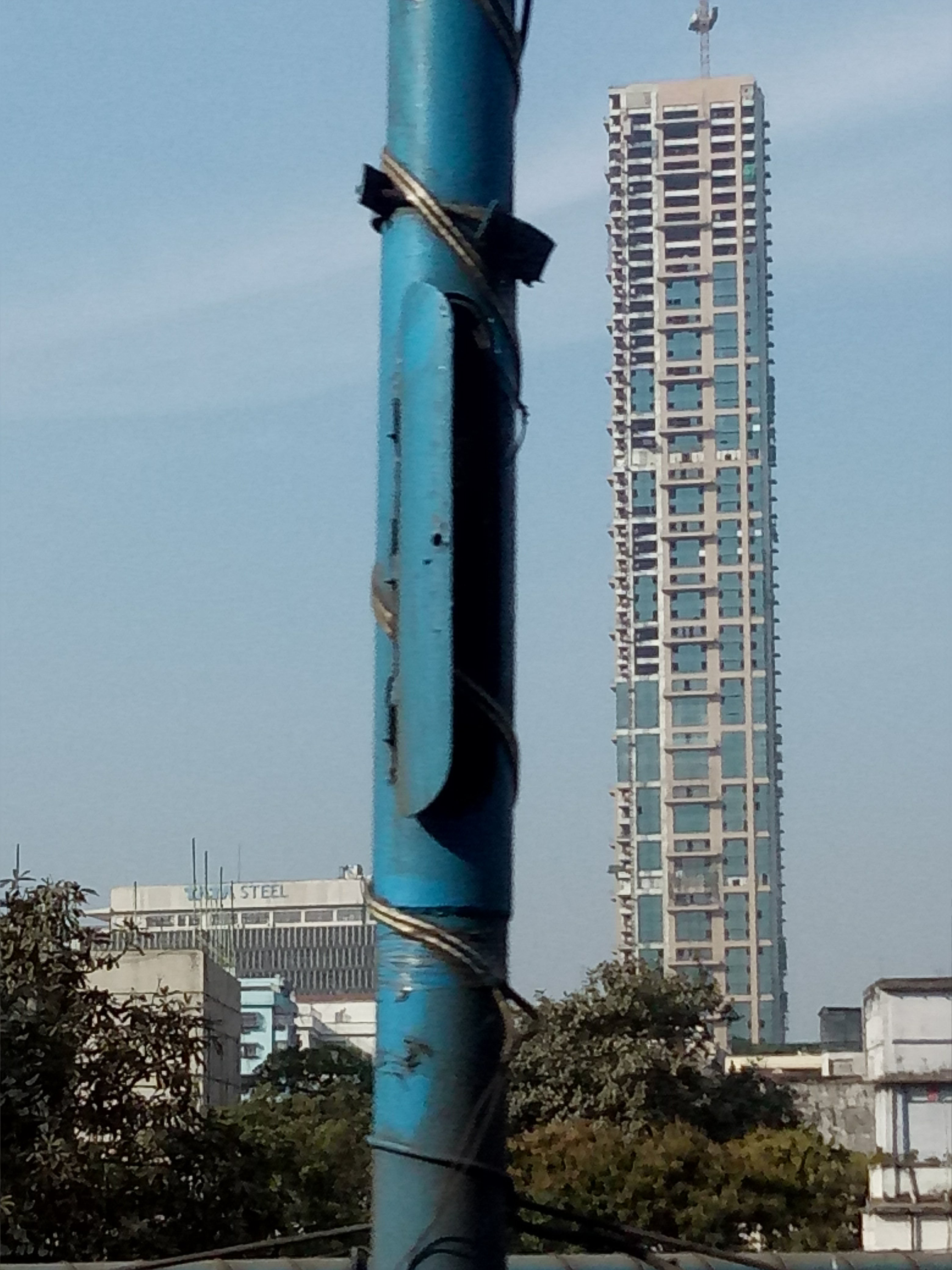
The 42, vue en construction de loin - août 2016.
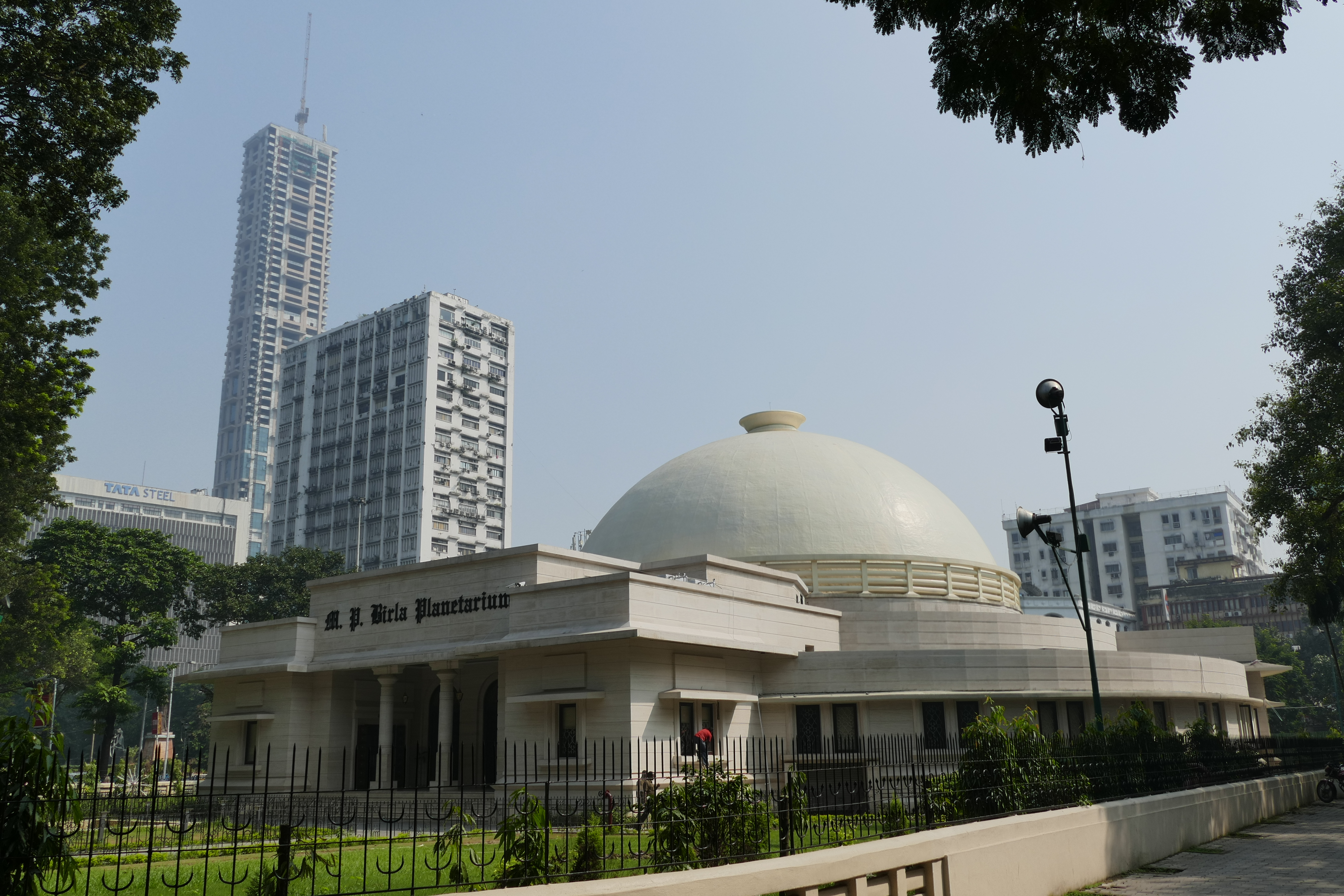
The 42, Calcutta, en construction, 2017.
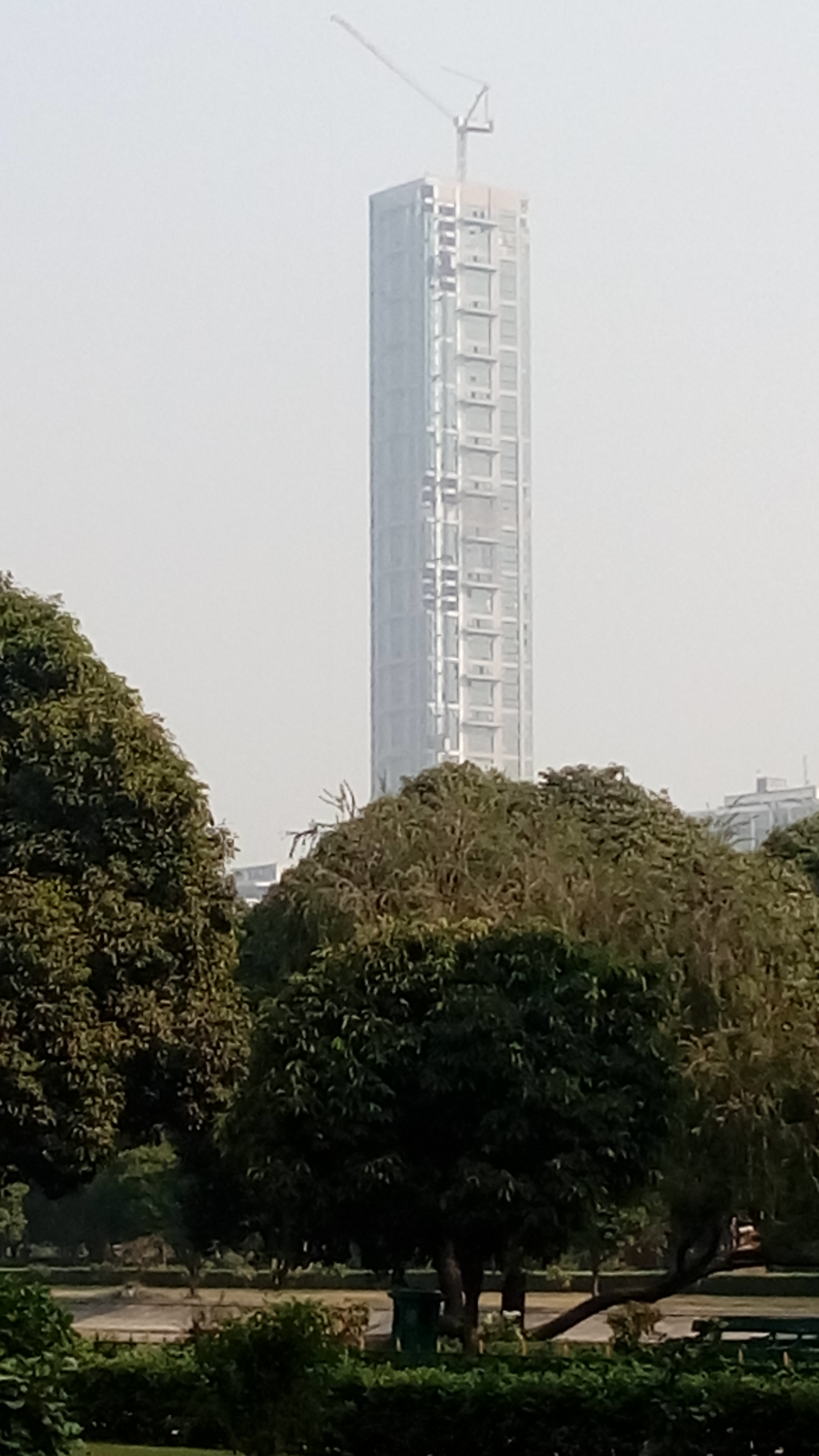
The 42, Vue de près - août 2017
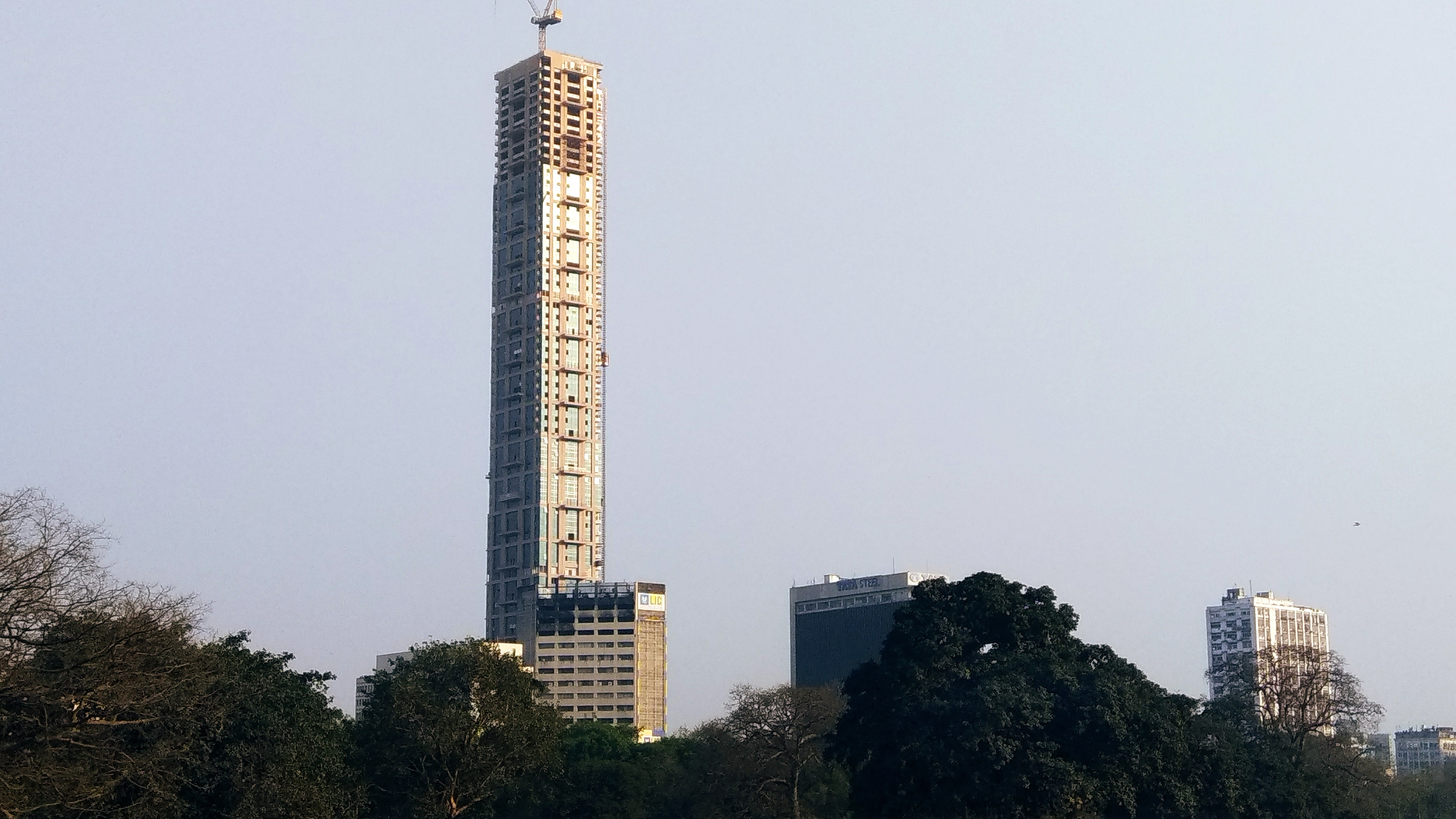
The 42, Calcutta, en construction, 2018.
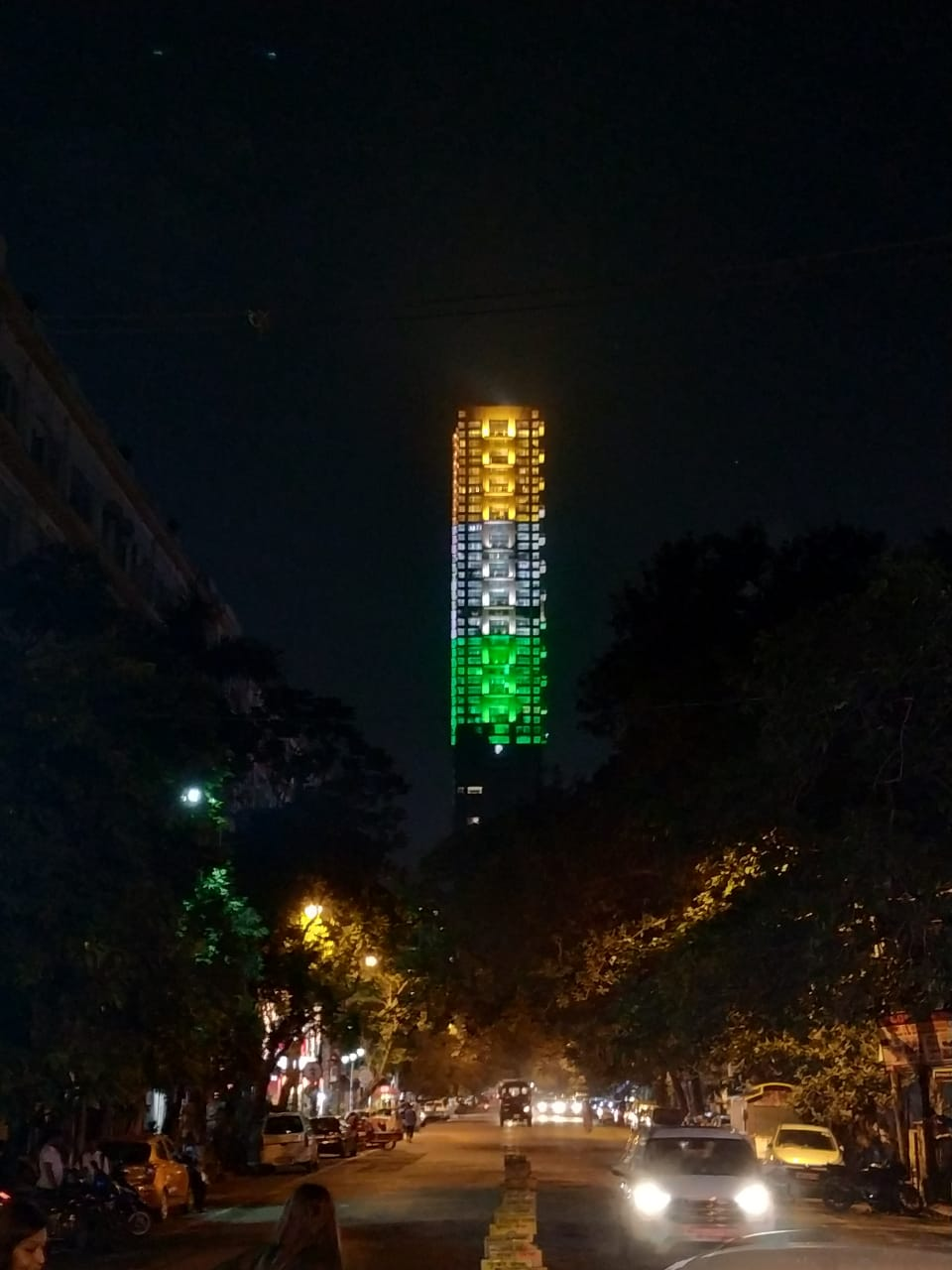
The 42, illuminé des couleurs du drapeau de l'Inde lors du Jour de l'indépendance, 2019
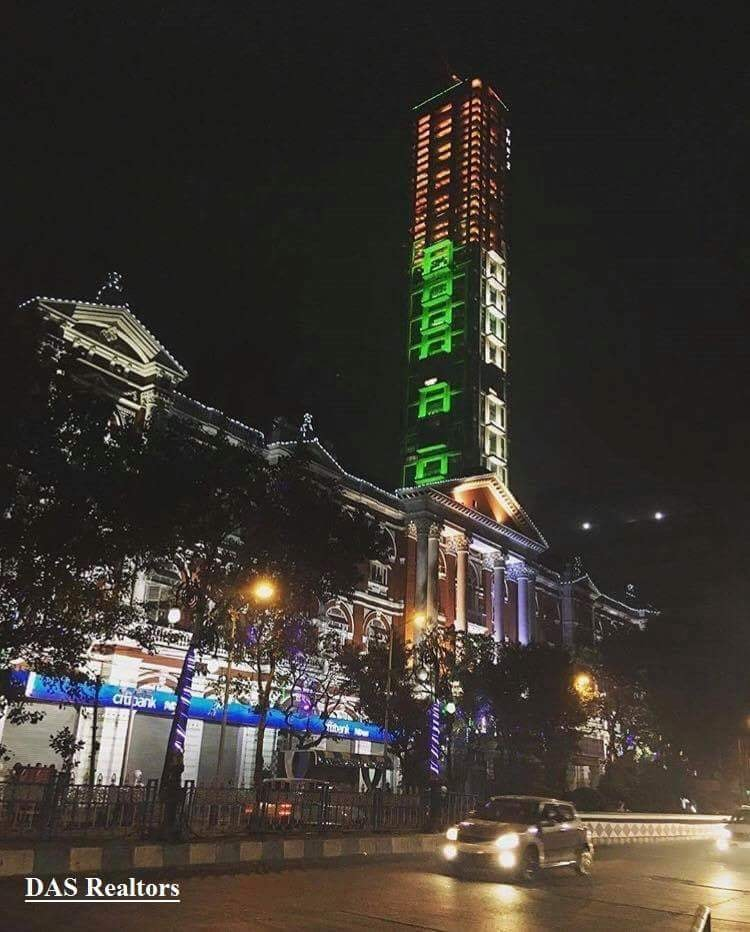
The 42, le jour de l'indépendance, 2019
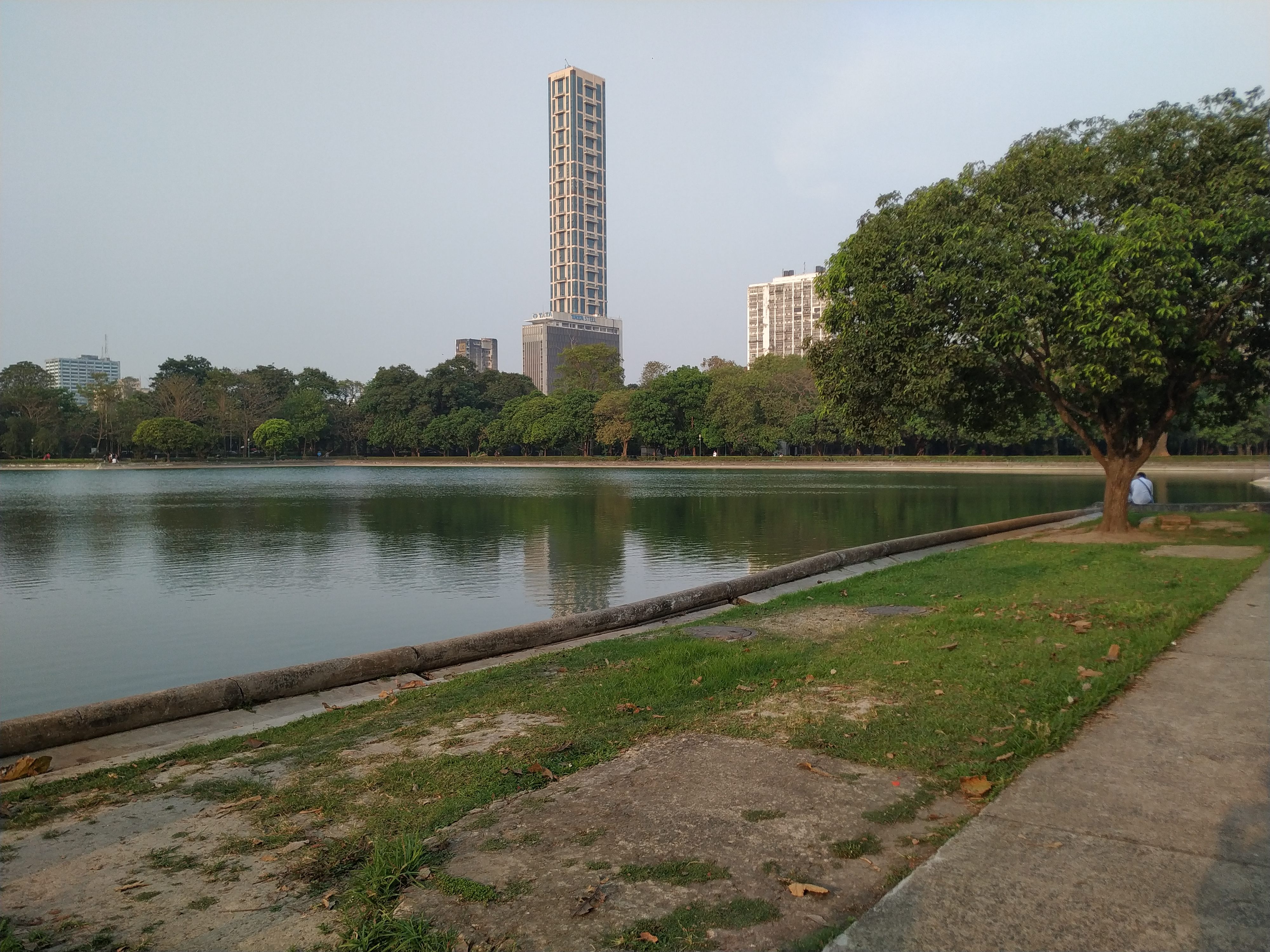
The 42, vue depuis le jardin du Victoria Memorial - Avril 2022
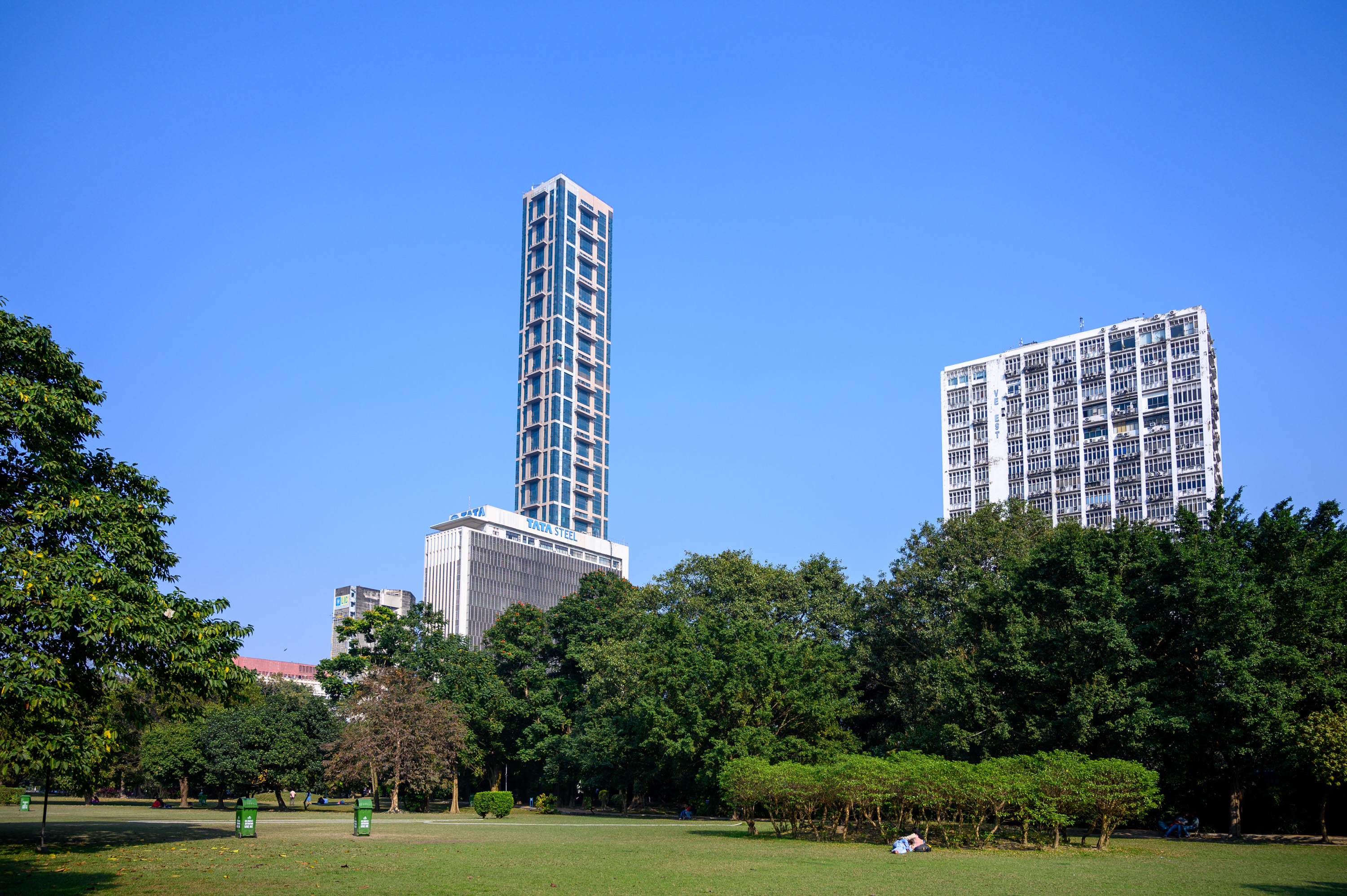
The 42, un jour ensoleillé.
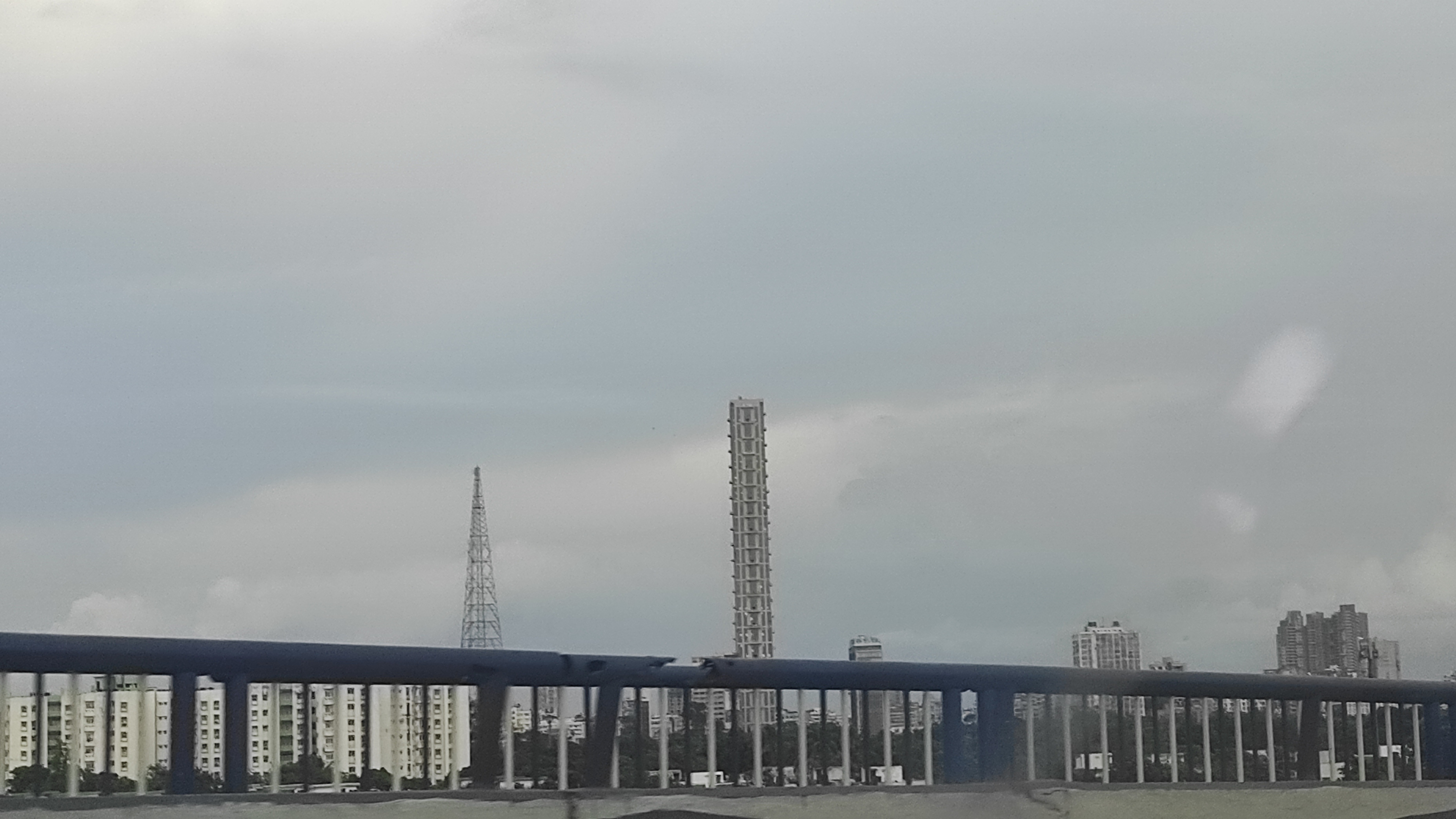
The 42, depuis Howrah